# Aging and Disease
Aging and Disease — рецензируемый медицинский журнал с открытым доступом. Он охватывает все вопросы, относящиеся к биологии старения, патофизиологии возрастных болезней и современных методов их терапии.
Журнал был основан в 2010 году, главными редакторами является Kunlin Jin (Университет cеверного Техаса), Ашок Шетти (Ashok K. Shetty, Texas A&M Health Science Center College of Medicine) и Дэвид Гринберг (David Greenberg, Институт Бака по исследованию старения).
В 2019 импакт-фактор журнала 5,402, а CiteScore 7,1.
Aging and Disease размещает аннотации и индексируется в PubMed Central, Science Citation Index Expanded и BIOSIS Previews.